# Хокејашка лига СР Југославије 1994/95.
Хокејашка лига СР Југославије 1994/95. је било четврто такмичење организовано под овим именом.

## Систем такмичења
У регуларном делу наступила су четири клуба. Сваки клуб одиграо је по 12 меча. У полуфиналу плеј офа се играло на два добијена меча, а у финалу на три добијена меча.
Шампион је постао Партизан. То је клубу била друга титула у Хокејашкој лиги СР Југославије, а укупно девета рачунајући и Прву лигу Југославије.
За најбољег играча је проглашен Игор Калањин (Партизан), 56 поена (26 голова, 30 асистенција)

## Клубови
| Клуб          | Град     | Арена                  | Капацитет | Основан |
| ------------- | -------- | ---------------------- | --------- | ------- |
| Партизан      | Београд  | Ледена дворана Пионир  | 2000      | 1948    |
| Црвена звезда | Београд  | Ледена дворана Пионир  | 2000      | 1946    |
| Спартак       | Суботица | Стадион малих спортова | 4000      | 1945    |
| Војводина     | Нови Сад | Ледена дворана СПЕНС   | 1000      | 1957    |

## Табела
| #  | Клуб          | ИГ | Д  | Н | ИЗ | ГД  | ГП  | Б  |
| -- | ------------- | -- | -- | - | -- | --- | --- | -- |
| 1. | Партизан      | 12 | 12 | 0 | 0  | 117 | 18  | 24 |
| 2. | Војводина     | 12 | 6  | 0 | 6  | 72  | 65  | 12 |
| 3. | Црвена звезда | 12 | 5  | 0 | 7  | 72  | 54  | 10 |
| 4. | Спартак       | 12 | 1  | 0 | 11 | 31  | 161 | 2  |

ИГ = одиграо, Д = победио, ИЗП = Н = нерешено, ИЗ = изгубио, ГД = голова дао, ГП = голова примио, Б = бодова

## Плеј оф

### Полуфинале 1
Партизан - Спартак 2:0
- Партизан - Спартак 5:0, 22:2

### Полуфинале 2
Војводина - Црвена звезда 0:2
- Војводина - Црвена звезда 1:9, 3:9

### Финале
Партизан - Црвена звезда 3:0
- Партизан - Црвена звезда 10:1, 5:1, 9:3

| Првак Хокејашке лиге СР Југославије 1994/95. |
| -------------------------------------------- |
| ХК Партизан 2. титула.                       |

1. ↑  Укупно девета титула ХК Партизана, рачунајући и трофеје освојене у СФРЈ